# Cenni di Francesco di ser Cenni
Cenni di Francesco (Florença, 1369 – 1415) foi um pintor e miniaturista italiano. 
Colaborou com Giovanni del Biondo. Foi um pintor prolífico em Florença e arredores, com vasta documentação sobre suas obras.
Sua obra mais antiga, Madonna tra i santi Cristoforo e Margherita, de 1370, está Igreja de San Cristoforo in Perticaia, na comuna italiana de Rignano sull'Arno.
Sua obra mais importante é um vasto cliclo de afrescos, pintados em 1410, em Volterra na Cappella della Croce di Giorno, adjacente à Igreja de São Francisco. A fonte da obra foi a chamada Legenda Áurea, uma coletânea de narrativas hagiográficas reunidas por volta de 1260 d.C. pelo dominicano e futuro bispo de Gênova, Jacopo de Varazze. Também inspirou-se no ciclo realizado por Agnolo Gaddi na capela maior da Basílica de Santa Cruz em Florença.